# Gethyllis campanulata
Gethyllis campanulata är en amaryllisväxtart som beskrevs av Harriet Margaret Louisa Bolus. Gethyllis campanulata ingår i släktet Gethyllis och familjen amaryllisväxter. Inga underarter finns listade i Catalogue of Life.